# Leptotarsus (Longurio) rubriceps
Leptotarsus (Longurio) rubriceps is een tweevleugelige uit de familie langpootmuggen (Tipulidae). De soort komt voor in het Oriëntaals gebied.